# Hypixel
Hypixel — крупнейший игровой сервер игры Minecraft с мини-играми. Был открыт 13 апреля 2013 года Саймоном Коллинз-Лафламмом и Филиппом Тушеттом, управляется Hypixel Inc.

## История
Сервер Hypixel был открыт 13 апреля 2013 года двумя монреальцами (Канада) — Саймоном Коллинз-Лафламмом (более известен как «hypixel») и Филиппом Тушеттом (более известен как «Rezzus»). Сервер Hypixel был создан для демонстрации собственных карт для прохождения. Мини-игры, изначально созданные для пользователей, чтобы играть в ожидании других игроков, вскоре приобрели популярность и стали главным направлением работы сервера, а усилия Hypixel были направлены на новый контент сервера вместо создания карт Minecraft.
С 14 апреля 2016 года в игровом режиме Housing был создан мир «Featured World» по заказу The New York Times на основе иллюстраций Кристофа Нимана.
21 декабря 2016 года Hypixel достиг 10 миллионов уникальных игроков, а к 13 декабря 2018 года, когда была анонсирована Hytale, число игроков достигло 14,1 миллиона.
20 октября 2017 года администрация сервера объявила, что Hypixel получил четыре рекорда в Книге рекордов Гиннесса.
| Категория                                                 | Результат                     | Дата                 | Источники   |
| --------------------------------------------------------- | ----------------------------- | -------------------- | ----------- |
| Самый популярный независимый сервер для компьютерной игры | 64 533 игрока одновременно    | 7 июля 2017 года     | [ 6 ] [ 9 ] |
| Самая популярная сеть серверов Minecraft                  | 64 533 игрока одновременно    | 7 июля 2017 года     | [ 1 ]       |
| Самое большое число игр на сервере Minecraft              | 43 игры                       | 11 августа 2017 года | [ 8 ]       |
| Наибольшее количество игроков на сервере Minecraft        | 11 982 298 уникальных игроков | 24 августа 2017 года | [ 8 ]       |

Примерно в апреле 2018 года Hypixel начал использовать Cloudflare Spectrum в качестве защиты от DDoS после того, как стал жертвой нескольких атак, организованных ботнетом Mirai.
18 июня 2021 года сервер был временно закрыт на техобслуживание из-за повторяющихся DDoS-атак, вызванных уязвимостью в Cloudflare. Вскоре сервер вновь стал доступен для всех игроков.

### Hytale
13 декабря 2018 года была анонсирована игра под названием Hytale, разрабатываемая Hypixel Studios при поддержке Riot Games и других разработчиков. Разработка Hytale началась примерно в 2015 году.
Трейлер Hytale был выпущен 13 декабря 2018 года и собрал более 30 миллионов просмотров в течение месяца. 21 апреля 2020 года студия Hypixel была приобретена компанией Riot Games.
23 июня 2025 года было объявлено о прекращении разработки игры и закрытии Hypixel Studios в течение нескольких месяцев после этого.